# Rue Boinod
La rue Boinod est une voie du 18e arrondissement de Paris, en France.

## Situation et accès
La rue Boinod est une voie publique située dans le 18e arrondissement de Paris. Elle débute au 10, rue des Portes-Blanches et se termine au 133, rue des Poissonniers.
Le quartier est desservi par la ligne de métro 4 à la station Simplon.
La rue  offre une vue exceptionnelle sur la  basilique du Sacré-Cœur depuis la rue des Poissonniers.

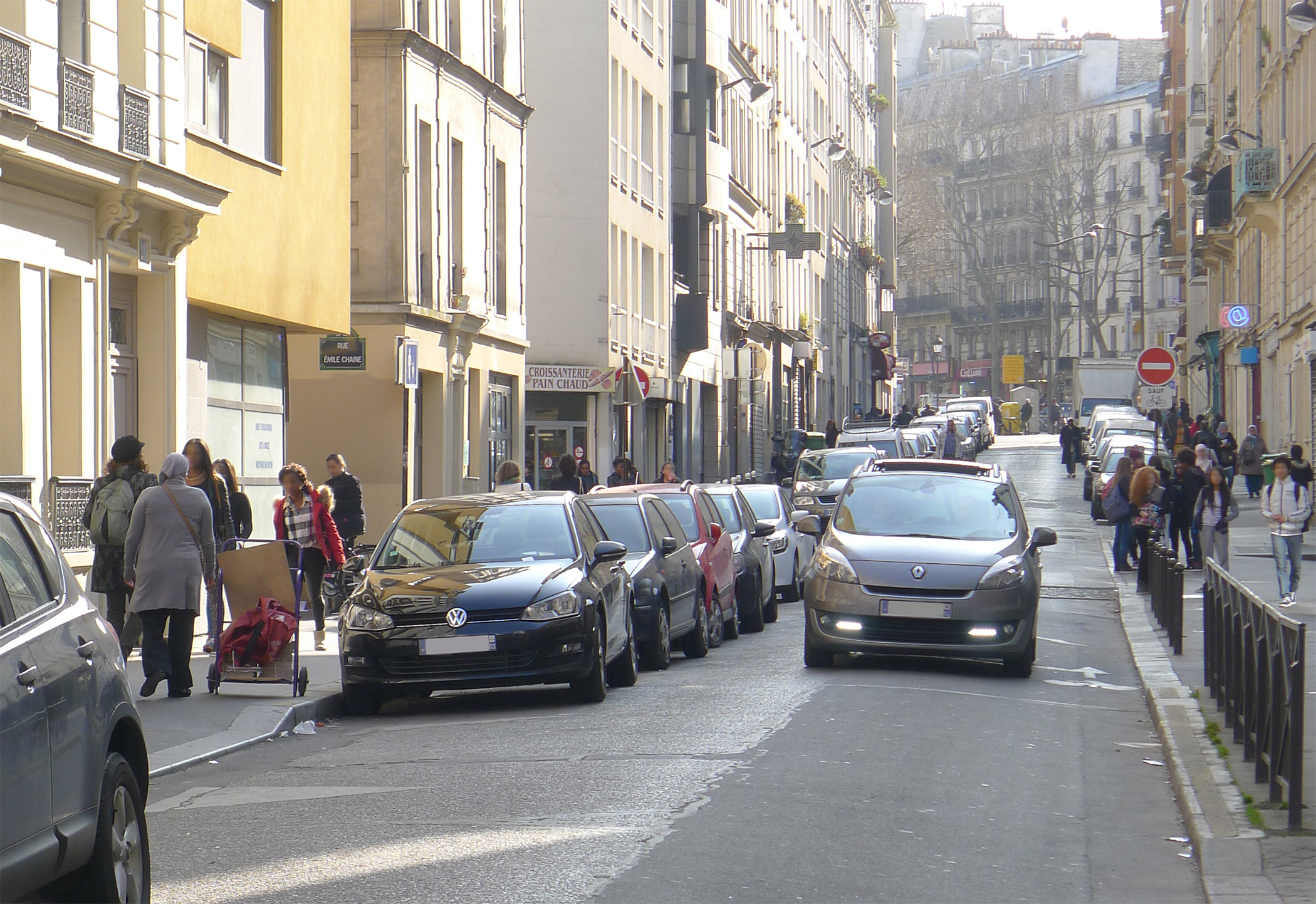
Rue vue en direction du boulevard Ornano.

## Origine du nom
Elle porte le nom de l'intendant militaire Jean Daniel Mathieu Boinod (1756-1842).

## Historique
Cette voie de l'ancienne commune de Montmartre, créée en 1858 et portant le nom administratif « rue P », a été rattachée à la voirie de Paris en 1863 et a pris son nom actuel le 2 mars 1867, en raison de sa proximité avec la route militaire de l’enceinte de Thiers.

## Bâtiments remarquables et lieux de mémoire

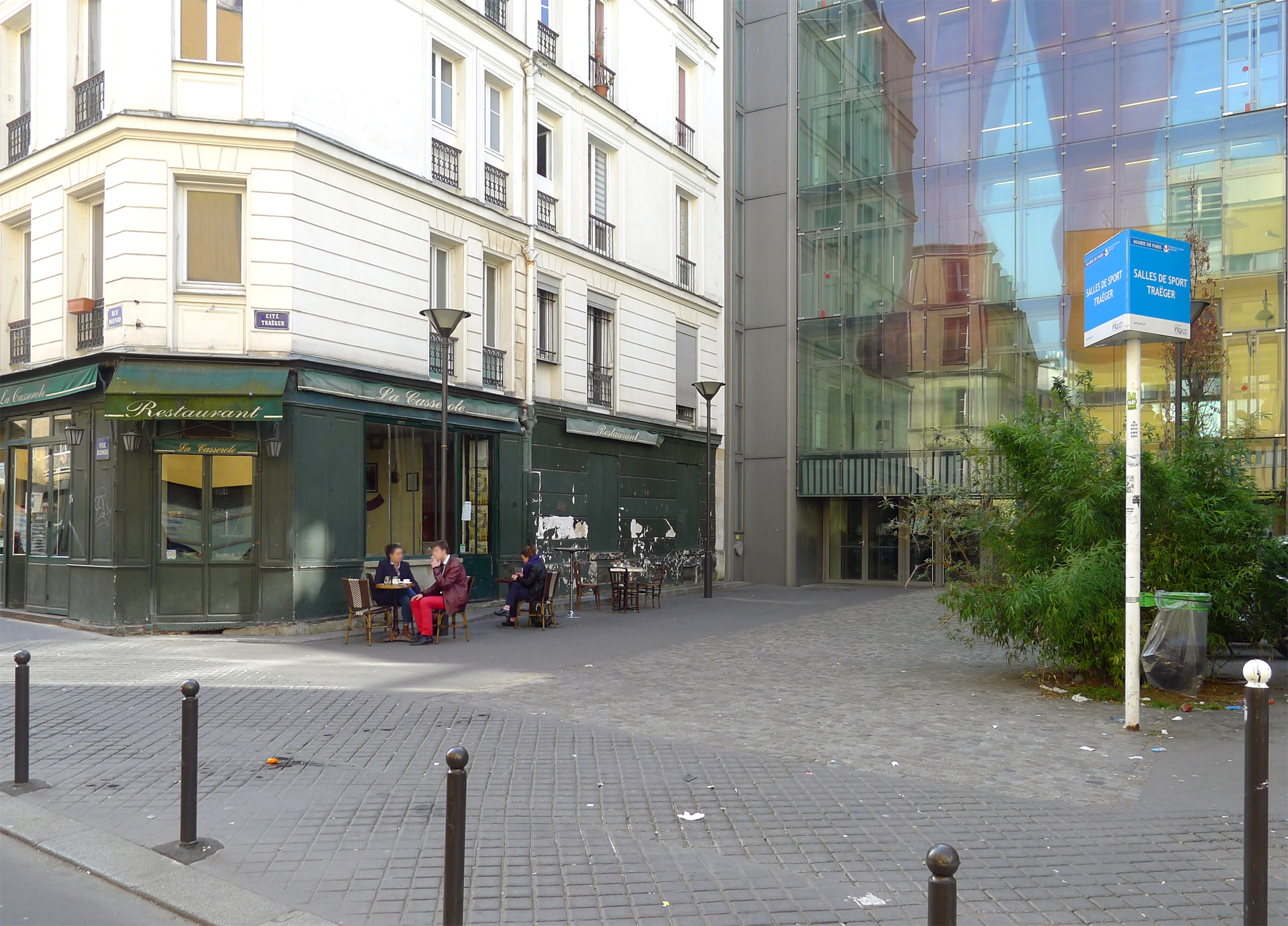
Au n° 19, la cité Traëger.
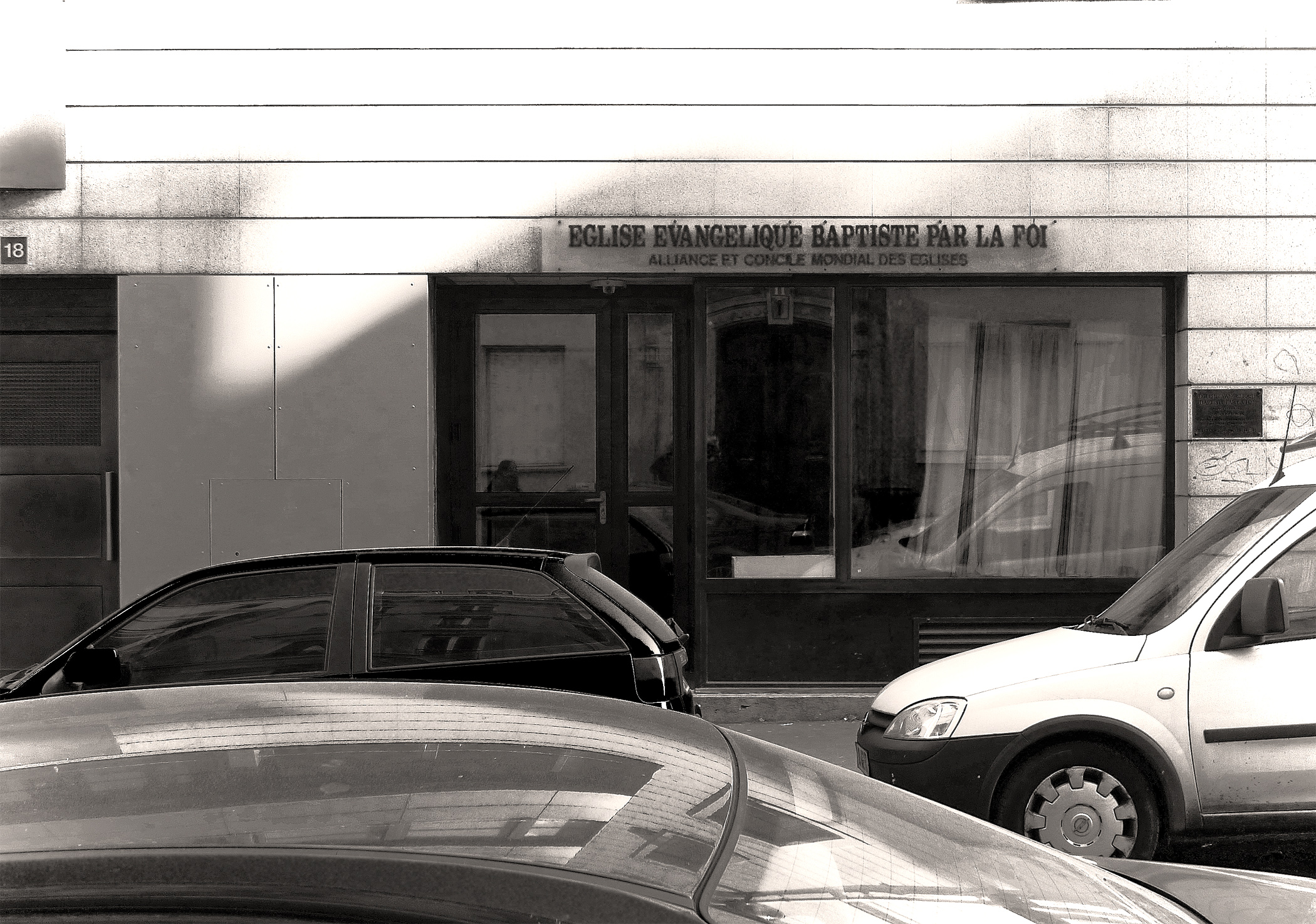
Ancienne Église évangélique baptiste par la foi au no 18.